# Johann Reinhold von Patkul

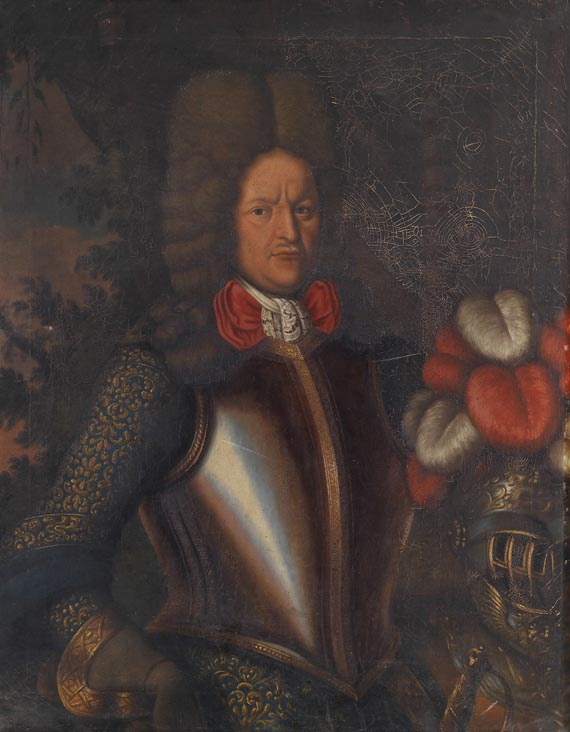
Johann Reinhold von Patkul

Johann Reinhold von Patkul (* Juli 1660 in Stockholm; † 11. Oktober 1707 beim Kloster Kasimierz bei Posen) war ein livländischer, russischer und sächsischer Staatsmann. Er gilt als Verteidiger der Landesrechte Livlands und wesentlicher Anstoßgeber des Großen Nordischen Krieges.

## Leben
Die Familie von Patkul war seit dem Spätmittelalter in Livland ansässig. Sein Vater Friedrich Wilhelm von Patkul war livländischer Landrat und schwedischer Major. Als solcher wurde er 1657 wegen des Verdachts des Hochverrats bei der Übergabe der Festung Wolmar im Zweiten Nordischen Krieg inhaftiert und nach Stockholm gebracht, wo sein Sohn Johann Reinhold 1660 geboren wurde. 1660 wurde einem Gnadengesuch des Vaters entsprochen, und er wurde freigelassen. Biographen Patkuls vermuteten, dass die Behandlung seines Vaters die spätere Abneigung Patkuls gegenüber Schweden mitbegründete. Der Vater starb, noch bevor sein Sohn sechs Jahre alt war. Johann Reinhold studierte an der Universität Kiel, wo er am 29. Juli 1677 immatrikuliert wurde. Weitere mögliche Studienorte sind nicht sicher belegt. Fest steht, dass er 1680 nach Schwedisch-Livland zurückkehrte und die Verwaltung der väterlichen Güter übernahm. Da die Güter stark verschuldet waren, trat von Patkul 1687 als Kapitän in das schwedische Infanterieregiment Campenhausen in Riga ein.

## Anführer der Adelsopposition in Livland
In der folgenden Zeit positionierte sich Patkul als einer der prominentesten Vertreter der livländischen Ritterschaft gegen die Machtansprüche König Karls XI. von Schweden. Als Abgesandter des livländischen Adels reiste er zusammen mit dem livländischen Landrat Leonhard Gustav von Budberg im Oktober 1690 nach Stockholm, um dem König die Anliegen des livländischen Adels vorzutragen. Dabei ging es um die Bestätigung der Adelsprivilegien, die Karl XI. 1678 zugesagt hatte und um Fragen bei der Einziehung von Adelsgütern durch die schwedische Krone. Im November 1691 musste Patkul jedoch Stockholm ergebnislos wieder verlassen. Im März 1692 tagte die Ritterschaft in Wenden. Patkul erstattete über seine Verhandlungen in Stockholm Bericht und legte dem Landtag einen Antrag vor, in dem er Maßnahmen zur Stärkung der Stellung des Adels sowohl gegenüber der königlichen Macht aber auch gegenüber dem Bürgertum in Riga forderte. Darin wurde eine Beteiligung des Adels an der Regierung des Landes gefordert. Die Adelsversammlung beschloss, dem König eine Petition zu übersenden.
Im September 1693 wurde der livländische Adel durch den schwedischen Generalgouverneur von Livland Jakob Johann von Hastfer zu einer Versammlung einberufen. Dem Kreismarschall und dem Kreisrat wurde befohlen, in Stockholm zu erscheinen und die Richtigkeit der schriftlich an den König gerichteten Beschwerden zu beweisen. Die Mehrheit des Adels stellte sich hinter sie, beschloss jedoch, einen neuen Appell an den König zu richten, um diesen zu besänftigen. Der Generalgouverneur forderte vom Adel die Herausgabe der Beschlüsse der Wendener Versammlung zusammen mit Patkuls Bericht über die Verhandlungen in Stockholm, was von der Adelsversammlung jedoch abgelehnt wurde. Daraufhin wurde der Landtag für aufgelöst erklärt.
Patkul wurde im Frühjahr 1694 nach Stockholm zitiert, wo eine Sonderkommission unter Vorsitz des Kanzleipräsidenten Bengt Oxenstierna die Vorgänge in Livland  untersuchte. Um der absehbaren Verurteilung zu entgehen, floh Patkul im November 1694 aus Stockholm nach Kurland. 1694 wurde er in Abwesenheit als Majestätsverletzer zum Tode verurteilt und seine Güter wurden eingezogen. Zwei weitere livländische Adelsvertreter wurden ebenfalls verurteilt, später aber zu milderen Strafen begnadigt. 1695 wurden die Selbstverwaltungsrechte des livländischen Adels durch eine königliche Verordnung weiter eingeschränkt.

## In sächsisch-polnischen Diensten
Nach Aufenthalten in Deutschland, der Schweiz und wohl auch Italien und Frankreich wurde er Anfang 1698 als Gast auf dem Anwesen von Otto Arnold Paykull in Buckow in Brandenburg empfangen. Dieser machte ihn mit Jacob Heinrich von Flemming, einem Favoriten Augusts II. von Polen und Sachsen bekannt.
Am Neujahrstag 1699 legte Patkul August einen Bericht vor, in dem ein gegen Schweden gerichtetes Bündnis zwischen August, Zar Peter von Russland und König Friedrich IV. von Dänemark und Norwegen befürwortet wurde. Patkul stellte in Aussicht, dass der Adel Estlands und Livlands August als Befreier begrüßen werde, und dass diese Provinzen nach einem erfolgreichen Krieg an ihn fallen würden. Überlegungen zu einem Bündnis der drei Mächte gegen Schweden hatte es schon seit dem Vorjahr gegeben. Am 14. August 1699 unterzeichneten August im Namen Polens und Patkul als selbsternannter Vertreter der livländischen Ritterschaft ein Abkommen, in dem die Ritterschaft dem polnischen König Treue gelobte, während August dem Adel weitreichende Privilegien zusicherte. Wesentlich unter Vermittlung Patkuls wurden in den folgenden Monaten gegen Schweden gerichtete Offensivbündnisse zwischen Sachsen-Polen, Russland und Dänemark abgeschlossen.
Im Februar 1700 begann der Große Nordische Krieg mit einem Angriff der Sachsen auf Riga. Die Einnahme der Stadt gelang jedoch nicht, und auch der livländische Adel blieb entgegen den Voraussagen Patkuls fast durchgehend loyal gegenüber dem schwedischen König. Eine vom schwedischen Generalgouverneur Erik Dahlberg im Juni 1700 einberufene livländische Adelsversammlung distanzierte sich ausdrücklich von Patkuls Aktivitäten. Der Krieg verlief für die drei verbündeten Mächte zunächst sehr ungünstig. Nach einer Niederlage schied Dänemark aus dem Krieg aus und die russische Armee erlitt in der Schlacht bei Narva im Dezember 1700 eine schwere Niederlage. Auch die sächsischen Truppen wurden 1701 an der Düna geschlagen. 1702 ging Patkul als Berater des Zaren nach Moskau. Nach der vernichtenden Niederlage der sächsisch-polnischen Armee in der Schlacht bei Klissow am 9. Juli 1702 verhandelte Patkul eigenmächtig – allerdings vergeblich – mit dem Wiener Hof, um diesen in eine Allianz gegen Schweden einzubinden. 1704/1705 führte er ebenfalls ergebnislos Verhandlungen über einen Eintritt Brandenburg-Preußen in die anti-schwedische Allianz. Als er erfuhr, dass der sächsische Hof mit Karl XII. insgeheim über einen Separatfrieden verhandelte, analysierte er in zwei Denkschriften (1705) schonungslos die Zustände in Sachsen. Dadurch, und durch seine aufbrausende Wesensart machte er sich zahlreiche Feinde am sächsischen Hof. Ihm wurde vorgeworfen, eigenständig auch gegen die Interessen Sachsens gehandelt zu haben. Mittels gefälschter Briefe, mit denen Patkul Verrat am Zaren, Konspiration mit dem schwedischen Feind sowie Bestechlichkeit, unterstellt wurde, erreichten seine Gegner am 19. Dezember 1705 die Verhaftung und Arrestierung auf der Festung Sonnenstein.
Am 9. September 1706 wurde Patkul auf die Festung Königstein umquartiert und nach dem Altranstädter Frieden am 7. April 1707 auf dessen ausdrückliches Verlangen an den Schwedenkönig ausgeliefert. Ein schwedisches Kriegsgericht unter dem Vorsitz von Feldmarschall Carl Gustaf Rehnskiöld bestätigte das 1694 verhängte Todesurteil. König Karl XII.  ließ ihn als Landesverräter in grausamer Form rädern und vierteilen, was in Europa Empörung hervorrief.